# Jan Rypota
Jan Rypota, křtěný Jan Nepomucký Karel, psán též Ripota (24. listopadu 1843 Praha – 10. prosince 1914 Rusko) byl český malíř.

## Život
Narodil se v rodině pražského architekta a stavitele Jana Ripoty (1799–1879), v roce 1873 se zapsal ke studiu na Akademii výtvarných umění v Mnichově.
V roce 1886 měl ateliér na Smíchově, kde vystavoval své obrazy.
Zdroje uvádějí bez dalších podrobností, že zemřel v Rusku.

### Rodinný život
Podle policejní konskripce žil sám na Smíchově.

## Dílo
Dobový tisk věnoval občasnou pozornost dílu Jana Rypoty, např.
- V roce 1881 zaznamenaly Národní listy jeho „dva pěkné portréty“ na výstavě v Umělecké besedě.[7]
- Okolo roku 1884 pobýval v Mnichově na studijním pobytu. Z tohoto pobytu pochází jeho obraz Loučení Čechů s Husem na cestě k upálení v Kostnici. Obraz byl vystaven v červenci 1884 v pražské Měšťanské besedě a kritikou byl přijat s částečně rozpačitým hodnocením.[8]

## Galerie

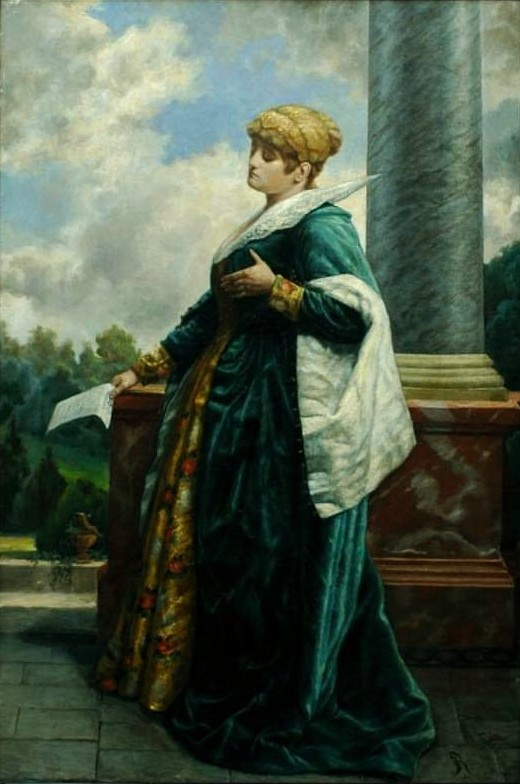
Dáma na galerii, olej na plátně

## Výstavy

### Kolektivní
- 1923 Výstava kreseb a studií starších českých mistrů z doby 1780–1879, Krasoumná jednota (Dům umělců Rudolfinum), Praha